# Episodi de L'allegra banda di Nick (sedicesima stagione)
La sedisesima stagione della serie televisiva L'allegra banda di Nick è stata trasmessa in anteprima in Canada dalla CBC Television tra il 4 ottobre 1987 e il 15 maggio 1988.
| nº | Titolo originale                    | Titolo italiano | Prima TV Canada  | Prima TV Italia |
| -- | ----------------------------------- | --------------- | ---------------- | --------------- |
| 1  | Hooray for Mollywood                |                 | 4 ottobre 1987   |                 |
| 2  | Disposable People                   |                 | 11 ottobre 1987  |                 |
| 3  | And in This Corner                  |                 | 18 ottobre 1987  |                 |
| 4  | Sign of the Times                   |                 | 25 ottobre 1987  |                 |
| 5  | A Long Way Home                     |                 | 1º novembre 1987 |                 |
| 6  | Sunday Drive                        |                 | 8 novembre 1987  |                 |
| 7  | Stars of Wonder                     |                 | 20 dicembre 1987 |                 |
| 8  | Freezer Full of Beef                |                 | 27 dicembre 1987 |                 |
| 9  | Silicon Smith and the Wall of Death |                 | 3 gennaio 1988   |                 |
| 10 | Options                             |                 | 10 gennaio 1988  |                 |
| 11 | Picking Up the Pieces               |                 | 24 gennaio 1988  |                 |
| 12 | A Light Touch                       |                 | 31 gennaio 1988  |                 |
| 13 | Miserable Sinner                    |                 | 1º febbraio 1988 |                 |
| 14 | Local Heroes                        |                 | 1º febbraio 1988 |                 |
| 15 | Elephant Diary                      |                 | 1º febbraio 1988 |                 |
| 16 | The Midnight Star (Part 1)          |                 | 6 marzo 1988     |                 |
| 17 | The Midnight Star (Part 2)          |                 | 13 marzo 1988    |                 |
| 18 | Redemption                          |                 | 20 marzo 1988    |                 |
| 19 | A House Divided                     |                 | 27 marzo 1988    |                 |
| 20 | Ariel                               |                 | 3 aprile 1988    |                 |
| 21 | Channel Swimmer                     |                 | 17 aprile 1988   |                 |
| 22 | Changing Course                     |                 | 1º maggio 1988   |                 |
| 23 | Stolen Moments                      |                 | 15 maggio 1988   |                 |